# Comuna Tașca, Neamț
Tașca (în maghiară Táska) este o comună în județul Neamț, Moldova, România, formată din satele Hamzoaia, Neagra, Tașca (reședința) și Ticoș-Floarea.

## Geografie

### Localizare
Comuna Tașca este așezată în partea de vest a județului Neamț, pe malurile râului Bicaz. Este străbătută de șoseaua națională DN12C, care leagă Bicazul de Gheorgheni și de calea ferată industrială Bicaz–Bicaz Chei.

### Relief
În ansamblu, teritoriul comunei Tașca este așezat pe culmile vechilor munți cristalini și sedimentari, după care relieful coboară treptat până la albia râului Bicaz. Comuna se suprapune peste zona flișului intern cretacic și peste zona flișului extern cretacic paleogen din Carpații Orientali.
Înălțimile reliefului se mențin în jurul a 1000–1558 m: vârfurile Sima (1118), Floarea (1039), Bâtca Negrii (1458).

### Resursele subsolului
Singurele resurse ale substratului geologic sunt: gresia (ca piatră de construcție, criblură pentru șosele și căi ferate) din cariera Chisirig (astăzi dezafectată), marnele și marno-calcarele în zona Hamzoaia, precum și apele minerale sulfuroase și sărate întâlnite pe versantul stâng al pârâului Neagra, în Padina Dascălului, pe versantul drept al pârâului Floarea (apă sărată) și Hamzoaia.

### Solurile
Pe teritotiul comunei Tașca predomină solurile brune acide, urmate în zonele mai înalte de soluri brune podzolice, feriiluvionale. Solurile brune acide ocupă arcade mari în etajul pădurilor de amestec. Pe suprafețe reduse acoperite de formațiuni vegetale erbacee de fânețe și pășuni, evoluția procesului de solificare s-a făcut pe direcția înțelenirii slab acide.

### Climă și precipitații
Comuna se încadrează sub aspect climatic în zona climatică montană a Carpaților Orientali.
Valorile barice oscilează între 69,4 mm minima și 71,8 mm maxima. Umiditatea aerului variazî ântre 25%-80%. Vânturile care bat în această zonă au direcțiile dominante E și N-E, urmate de vânturile din direcțiile N-V și S-E. În valea montană a Bicazului, regimul vânturilor e puternic influențat de circulația periodică locală, acestea fiind foarte bine reprezentate în sezonul cald (aprilie-octombrie), anotimpul de iarnă fiind cel mai prielnic formării vânturilor.
Media anuală a temperaturii la nivelul inferior al văii este în jur de 8 °C, luna cea mai rece fiind ianuarie, a cărei medie coboară uneori sub -3 °C, datorită inversiunilor termice. În luna iulie se atinge cea mai ridicată valoare termică, media depășind 19 °C; prima zi de îngheț este în jurul datei de 1 octombrie, iar ultima în jurul celei de 1 mai. Perioada cu temperaturi mai mari de 10 °C și mai mici de 25 °C este de 150 zile, cea cu temperaturi între 25°-30 °C de 50, iar mai mare de 30 °C de 10-15 zile pe an.
Precipitațiile medii lunare sunt cuprinse între 600–750 mm. Regiunea este caracterizată prin precipitații în tot timpul anului, acestea căzând însă cel mai mult primăvara (aprilie-mai) și toamna (octombrie-noiembrie).

## Demografie
Componența etnică a comunei Tașca
     Români (94,05%)
     Alte etnii (5,95%)
Componența confesională a comunei Tașca
     Ortodocși (93,34%)
     Alte religii (0,62%)
     Necunoscută (6,04%)
Conform recensământului efectuat în 2021, populația comunei Tașca se ridică la 2.268 de locuitori, în creștere față de recensământul anterior din 2011, când fuseseră înregistrați 2.235 de locuitori. Majoritatea locuitorilor sunt români (94,05%). Din punct de vedere confesional, majoritatea locuitorilor sunt ortodocși (93,34%), iar pentru 6,04% nu se cunoaște apartenența confesională.

## Istorie
Cercetările arheologice au descoperit pe terasa de la confluența râurilor Bicaz și Bistrița urme de viață din epoca de piatră. A fost astfel scos la lumină un număr important de unelte și așchii de silex din așezările situate în aer liber de la Ceahlău-Podișul Mic (Ocolașul Mic)-Văratic-Ceahlău-Scaune-Bicaz-Bardos ce au aparținut, probabil, unor populații de vânători.
Între sec. II-IV în centru dacic de la Bâtca Doamnei erau statornicite triburi care trăiau din păstorit și vânat. Istoricii au constatat că kogaionul (muntele sacru) în care se află peștera lui Zalmoxis se află în această zonă (Ocolașu Mare). De altfel, pe Ceahlău s-a zărit pe vremea lui Dimitrie Cantemir (1723) simulacrul de monument megalitic al Dochiei cu oițele sale. O altă informație în acest sens aflăm din prefața Mitropolitului Varlaam la "Scara" (ЛѢствица) tradusă de el între 1602-1613 - după scrierea unui sihastru din sec. VII din Muntele Sinai în care se vorbește despre suirea minții către cele cerești, considerând Taborul, Golgota și Pionul (Ceahlăul) munți sacri, oferind posibilitatea comunicării cu divinitatea.
Până în sec. XIV-XV, regiunea Bicaz, Tașca, Neagra rămâne o zonă împădurită plină de sihaștri asupra căreia se va institui treptat autoritatea mănăstirilor Bistrița și Bisericani. Daniile făcute de domnitorii Moldovei acestor mănăstiri au transformat zona dontre Piatra-Neamț-Bicaz-Ceahlău în proprietate mănăstirească.
Primul sat al comunei Tașca atestat documentar este satul Neagra (Chișirig), care a fost la început un cătun menționat pentru prima dată într-un hrisov din 12 august 1611, și aparținea satului Bicaz format pe moșia mănăstirii Bistrița.
Comuna Tașca nu exista la sfârșitul secolului al XIX-lea, pe teritoriul ei actual, inclus în comuna Bicaz din plasa Piatra-Muntele a județului Neamț, existând satele Crasna, Neagra, Tașca și Chișirig și Floarea. Anuarul Socec din 1925 consemnează în aceeași comună Bicaz satele Chișirig-Neagra, Hămzoaia, Secu, Tașca, Ticoș și Floarea.
În perioada mai-decembrie 1918, în urma Tratatului de la București, Tașca a devenit temporar parte a Ungariei, drept urmare a modificării teritoriale impuse de tratat.
Comuna a fost înființată în 1931, prin separarea teritoriului ei de comuna Bicaz. Satele comunei erau Chișirig, Hamzoaia, Secu, Tașca și Ticoș-Floarea.
În 1950, comuna a fost arondată raionului Piatra Neamț din regiunea Bacău. În 1968, ea a revenit la județul Neamț, reînființat; tot atunci, satul Secu a fost desființat și comasat cu satul Tașca.

## Administrație
Comuna Tașca este administrată de un primar și un consiliu local compus din 11 consilieri. Primarul, Daniela Ursache[*],  politician independent, este în funcție din 2016. Începând cu alegerile locale din 2024, consiliul local are următoarea componență pe partide politice:
|  | Partid                          | Consilieri | Componența Consiliului | Componența Consiliului | Componența Consiliului | Componența Consiliului |
|  | ------------------------------- | ---------- | ---------------------- | ---------------------- | ---------------------- | ---------------------- |
|  | Partidul Social Democrat        | 4          |                        |                        |                        |                        |
|  | Partidul Național Liberal       | 3          |                        |                        |                        |                        |
|  | Alianța pentru Unirea Românilor | 2          |                        |                        |                        |                        |
|  | Uniunea Salvați România         | 1          |                        |                        |                        |                        |
|  | Partidul S.O.S. România         | 1          |                        |                        |                        |                        |

### Primăria și Consiliul Local
Primarul comunei este Dana Ursache, candidat independent ales în 2016. Componența Consiliului Local Tașca, ales la 1 iunie 2008 (11 membri):
|  | Partid                    | Consilieri | Componența Consiliului | Componența Consiliului | Componența Consiliului | Componența Consiliului | Componența Consiliului | Componența Consiliului |
|  | ------------------------- | ---------- | ---------------------- | ---------------------- | ---------------------- | ---------------------- | ---------------------- | ---------------------- |
|  | Partidul Democrat Liberal | 6          |                        |                        |                        |                        |                        |                        |
|  | Partidul Social Democrat  | 4          |                        |                        |                        |                        |                        |                        |
|  | Partidul Național Liberal | 1          |                        |                        |                        |                        |                        |                        |

### Primarii comunei
După despărțirea comunei Tașca de comuna Bicaz, în 1931, aceasta a avut la conducere următorii primari:
- Gheorghe Doboș (1931-1933)
- Ilie Saon (1933-1938)
- Vasile Iosifescu (1938-1940)
- Ilie Saon (1940-1942)
- Constantin Nemțeanu (1942-1945)
- Ioan Cotor (1945-1948)
- Gheorghe Scurtu (1948-1952)
- Gheorghe Dumitrașcu (1952)
- Neculai Cobuz (1953)
- Ioan Antochi (1954)
- Toader Ababei (1955)
- Gheorghe Mîndrilă (1956-1958)
- Gheorghe Scurtu (1958-1963)
- Gheorghe Dandu (1963-1965)
- Nicu Țuțuianu (1965-1969)
- Emanoil Doboș (1969-1972)
- Gheorghe Iosifescu (1972-1979)
- Virginia Vîntu (1979-1989)
- Dumitru Scurtu (1990-1992)
- Alexandru Drăgan (1992-2016)
- Dana Ursache (din 2016)

## Economie
Fiind zonă bogată în păduri, fânețe și vânat, locuitorii s-au îndeletnicit încă din timpuri străvechi cu munca pământului pe care îl aveau în jurul caselor, mai târziu pe moșiile prințului Sturdza, ale mănăstirilor Bistrița, Bisericani și la sfârșitul sec. XIX pe Domeniile Coroanei, făcând fân pentru creșterea animalelor, alții îndeletnicindu-se cu munca la pădure, plutăritul pe râul Bicaz și vânatul.
În anul 1864 când au avut loc împroprietăririle lui Alexandru Ioan Cuza, locuitorii au primit loturi în folosință pe trei categorii, după munca prestată pe moșie până la acea dată:
- cei care au prestat munci pe fânețe pentru întreținerea a două perechi de boi au primit 2 loturi
- cei care au muncit numai pentru o pereche de boi - un lot
- pălmașii - mai puțin (fânețe)

O altă îndeletnicire a bărbaților din această zonă era munca la exploatările forestiere de pe Domeniile Coroanei și ale Societății Aicler.
În 1951 a început construirea hidrocentralei de la Bicaz, ceea ce a determinat schimbări profunde în structura populației din comună, cu atât mai mult cu cât s-au ridicat fabricile de ciment de la Bicaz (1950) și mai târziu de la Tașca.
Astăzi locuitorii comunei au următoarele ocupații:
- muncitori la Fabrica de Ciment (Carpatcement), la Fabrica Moldobloc Bicaz, în carierele de calcar și marnă, la Atelierul de Construcții Metalice Bicaz, la micile fabrici de cherestea și de mobilă, în ateliere private de tâmplărie, la prelucrarea și arderea calcarului pentru producerea varului.